# Jochen W. Schmidt

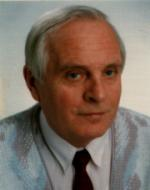
Jochen W. Schmidt

Jochen W. Schmidt (* 4. August 1931 in Neukloster; † 14. Mai 2000 in Dresden) war ein deutscher Mathematiker, der sich u. a. mit der Anwendung funktionalanalytischer Methoden in der numerischen Mathematik beschäftigte.

## Werdegang
Schmidt studierte nach dem Abitur 1951 in Güstrow, Rostock und Greifswald und legte 1955 das Staatsexamen als Oberstufenlehrer für Mathematik ab. Seine Staatsexamensarbeit Konvergenzbetrachtung über trigonometrische Reihen belegte schon sein Interesse an der Strenge der Analysis. Als Assistent an der TH Dresden ab 1956 orientierte er sich bei Friedrich Adolf Willers und Helmut Heinrich in Richtung der Numerischen Mathematik. Bereits 1959 promovierte er mit einer Arbeit zur Konvergenz von Iterationsverfahren auf der Basis des Banachschen Fixpunktsatzes, 1964 erfolgte die Habilitation zur Konvergenz von Differenzenverfahren.
1965 wurde J. W. Schmidt zum Dozenten berufen, 1967 zum Professor für Angewandte Mathematik. Von 1977 bis 1984 war er Leiter des Wissenschaftsbereiches Numerische Mathematik an der TU Dresden.
J. W. Schmidt arbeitete im Editorial Board der internationalen Fachzeitschriften ZAMM, Computing und Numerische Mathematik. Auch nach seiner Emeritierung 1996 war er weiter aktiv bei seiner Publikationstätigkeit und auf Konferenzen weltweit.

## Zum mathematischen Werk
Schwerpunkte seiner Arbeiten waren:
- auf Halbordnungen beruhende, funktionalanalytische Methoden für Operatorgleichungen
- Newtonähnliche Verfahren, insbesondere ableitungsfreie, für nichtlineare Gleichungen und Minimierungsaufgaben
- Approximation und Interpolation durch Splinefunktionen

Schmidts Werk umfasst mehr als 150 wissenschaftliche Einzelarbeiten; zudem war er Mitherausgeber von zwei Tagungsbänden.

## Schriften
- (mit W. Hess): Positivity of cubic polynomials and positive spline interpolation. BIT 28(1988), 340–352
- Untere Fehlerschranken für Regula-Falsi-Verfahren. Period. Math. Hungar., 9(1978), 241–247
- (mit W. Hess): Positive interpolation with rational quadratic splines. Computing 38(1987), 261–267
- Regula-Falsi-Verfahren mit konsistenter Steigung und Majorantenprinzip. Period. Math. Hungar., 5(1974), 187–193
- (mit H. Schwetlick): Ableitungsfreie Verfahren mit höherer Konvergenzgeschwindigkeit. Computing, 3(1968), 215–226